# Seamount (groupe)
Seamount est un groupe de doom metal allemand, originaire de Wurtzbourg.

## Histoire
Le groupe est fondé en 2007 par le guitariste allemand Tim Schmidt et le chanteur américain Phil Swanson. Après avoir développé quelques chansons, ils les enregistrent et les publient en téléchargement. Le groupe conclut ainsi un contrat avec Merciless Records en 2008, avec qui les chansons, ainsi que quelques chansons bonus, sont publiées en tant que premier album ntodrm, une abréviation de new torch of doom rock music. Suit une tournée en Allemagne. Le groupe conclut ensuite un contrat avec The Church Within Records. Après le troisième album Sacrifice, le groupe fait une tournée européenne avec Serpent Venom et Orchid.

## Discographie
- 2008 : ntodrm (album, Merciless Records)
- 2009 : Light II Truth (album, The Church Within Records)
- 2010 : Sacrifice (album, The Church Within Records)
- 2012 : Earthmother (album, The Church Within Records)
- 2015 : Nitro Jesus (album, The Church Within Records)

## Source de la traduction
- (de) Cet article est partiellement ou en totalité issu de l’article de Wikipédia en allemand intitulé « Seamount (Band) » (voir la liste des auteurs).